# Heinz Beduhn
Heinz Beduhn (Berlin, 1907. augusztus 11. – Északi-tenger, 1940. augusztus 2.) német tengeralattjáró-kapitány volt a második világháborúban. Egy hajót megsemmisített, egyet megrongált. Ezek összesített vízkiszorítása 24 684 brt volt.

## Pályafutása
Heinz Beduhn  1926. április 1-jén tisztjelöltként kezdte haditengerészeti karrierjét. Két évvel később előléptették zászlósnak, majd 1936. április 1-jén sorhajóhadnagynak. 1936-ban az U–10 és az U–16 parancsnoka volt, háborús küldetése ezekkel a hajókkal nem volt. 1937. szeptember 30. és október 31. között az U–18-at irányította. A háború kitörése utáni első hajója az U–23 volt, amellyel egy járőrutat teljesített. 1940. május 20-án rábízták az U–25 irányítását, amellyel két hajót süllyesztett el. 1940. augusztus 2-án tengeralattjárója aknamezőre futott, és felrobbant. Beduhn és a teljes legénység odaveszett.

## Összegzés
| Hajója | Parancsnoki szolgálata                   | Őrjáratok száma | Őrjáratok hossza (nap) | Eltalált hajók száma | Eltalált hajók vízkiszorítása (brt) |
| ------ | ---------------------------------------- | --------------- | ---------------------- | -------------------- | ----------------------------------- |
| U–10   | 1936. május 1. – 1937. szeptember 29.    | 0               | 0                      | 0                    | 0                                   |
| U–16   | 1936. május 1. – 1937. szeptember 29.    | 0               | 0                      | 0                    | 0                                   |
| U–18   | 1937. szeptember 30. – 1937. október 31. | 0               | 0                      | 0                    | 0                                   |
| U–23   | 1940. április 8. – 1940. május 19.       | 1               | 21                     | 0                    | 0                                   |
| U–25   | 1940. május 20. – 1940. augusztus 2.     | 2               | 24                     | 2                    | 24 684                              |
|        | Összesen                                 | 3               | 45                     | 2                    | 24 684                              |

## Elsüllyesztett és megrongált hajók
| Búvárhajó | Nap              | Hajó           | Nemzetisége        | Vízkiszorítása (brt) |
| --------- | ---------------- | -------------- | ------------------ | -------------------- |
| U–25      | 1940. június 13. | HMS Scotstoun* | Egyesült Királyság | 17 046               |
| U–25      | 1940. június 19. | Brumaire**     | Franciaország      | 7638                 |

* A Brit Királyi Haditengerészetbe besorolt utasszállító

** A hajó nem süllyedt el, csak megrongálódott